# Becky Neiman-Cobb

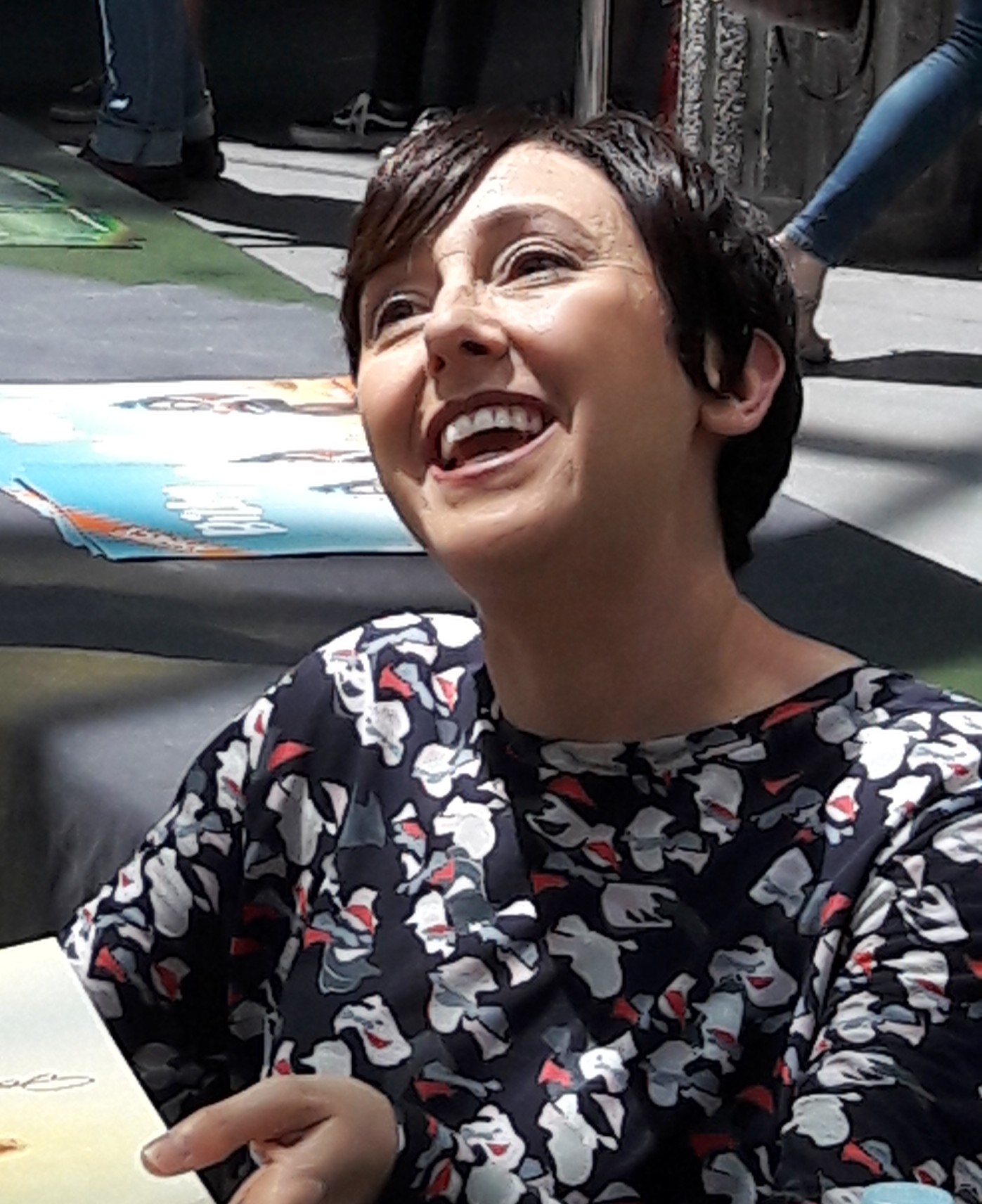
Becky Neiman-Cobb (2018)

Becky Neiman-Cobb, ehemals Neiman (* 1975 in Santa Monica), ist eine US-amerikanische Filmproduzentin.

## Leben
Becky Neiman-Cobb wuchs in ihrer Geburtsstadt Santa Monica auf. Dort besuchte sie die Franklin Elementary School, Lincoln Middle School und Santa Monica High School, welche sie 1993 abschloss. Später studierte sie an der University of California, San Diego Soziologie, außerdem besuchte sie Musik- und Fotografiekurse.
Nach Abschluss des Studiums kehrte Neiman-Cobb an die Westside des Los Angeles County zurück. Sie arbeitete einige Jahre in der Musikindustrie, insbesondere als Grafikdesignerin und Fotografin. Unter anderem gestaltete sie CD-Cover. Zuletzt war sie als Creative Director bei dem Independent-Label Ultimatum Music mit Sitz in Los Angeles tätig.
Nach eigenen Angaben inspirierte der Film Findet Nemo Neiman-Cobb dazu, für das Animationsstudio Pixar arbeiten zu wollen. 2004 wurde sie von Pixar eingestellt. Zunächst war sie dort als Produktionsassistentin an einigen Kurzfilmen beteiligt. Danach wirkte sie als Produktionskoordinatorin und Abteilungsleiterin an der Produktion von abendfüllenden Filmen wie WALL·E (2008), Oben (2009), Cars 2 (2011) und Alles steht Kopf (2015) mit. An der Findet-Nemo-Fortsetzung Findet Dorie (2016) arbeitete sie als Produktionsmanagerin mit. Die kleine Rolle des Eistauchers „Becky“ ist nach ihr benannt.
2016 begann Neiman-Cobb den computeranimierten Pixar-Kurzfilm Bao zu produzieren. Er handelt von einer Kanadierin chinesischer Herkunft, die unter dem Empty-Nest-Syndrom leidet, aber erneut in der Mutterrolle aufgeht, als eine von ihr gemachte Baozi-Teigtasche als Junge zum Leben erwacht. Mit der Regisseurin Domee Shi hatte Neiman-Cobb zuvor schon bei Alles steht Kopf zusammengearbeitet. Aufgrund der Kurzfilmpolitik von Pixar waren Budget und personelle Ressourcen relativ knapp bemessen. 2018 kam Bao schließlich als Vorfilm von Die Unglaublichen 2 in die Kinos. Bei der Oscarverleihung 2019 erhielten Shi und Neiman-Cobb für ihren Film den Oscar in der Kategorie Bester animierter Kurzfilm.
Neiman-Cobb lebt in Albany, Kalifornien.

## Filmografie (Auswahl)
- 2007: Ratatouille
- 2008: WALL·E – Der Letzte räumt die Erde auf (WALL·E)
- 2009: Oben (Up)
- 2011: Cars 2
- 2015: Alles steht Kopf (Inside Out)
- 2016: Findet Dorie (Finding Dory)
- 2018: Bao (Kurzfilm)
- 2020: Onward: Keine halben Sachen (Onward)